# Сімплегади
Сімплегáди (грец. Symplegades) — два скелястих острівці біля Боспору фракійського при вході в Понт, які, за переказом, зближувалися, коли між ними пропливали кораблі, і розтрощували їх. Після того, як аргонавтам пощастило пропливти між С., грізні скелі застигли й перестали занапащати мореплавців.